# Klinc
Klinc je priimek v Sloveniji, ki ga je po podatkih Statističnega urada Republike Slovenije na dan 1. januarja 2010 uporabljalo 596 oseb.

## Znani nosilci priimka
- Karmen Klinc, pevka zabavne glasbe
- Lado Klinc (1907—2007), partizan in politik
- Ladislav Klinc (1902—1989), kemik, zdravstveni delavec in politik
- Marjeta Klinc (*1940), plesalka in koreografinja
- Tomaž Klinc (*1938), fizik, matematik, pedagog